# Kverkfjöll
Les Kverkfjöll sont une montagne volcanique des Hautes Terres d'Islande, située au bord nord-est du Vatnajökull.

## Toponymie
Kverkfjöll est un toponyme islandais signifiant littéralement en français « les montagnes de la gorge ».

## Géographie

### Localisation
Les Kverkfjöll sont situées dans le centre de l'Islande et au bord septentrional du Vatnajökull. Elles se trouvent entre le Vatnajökull et une autre montagne, les Dyngjufjöll. Les Kverkjöll, culminant à 1 920 mètres d'altitude, sont issues d'un système volcanique actif portant le même nom. 
On y accède depuis le Mývatn en passant à proximité de l'Askja mais plusieurs jours de 4×4 surélevé (passages de gué) sont nécessaires en été pour accéder à cet endroit très reculé.
Pas très loin sont situées les sources chaudes de Hveradalir.
Entre les Kverkfjöll et l'Askja, on trouve l'oasis de Hvannalindir.

### Géologie

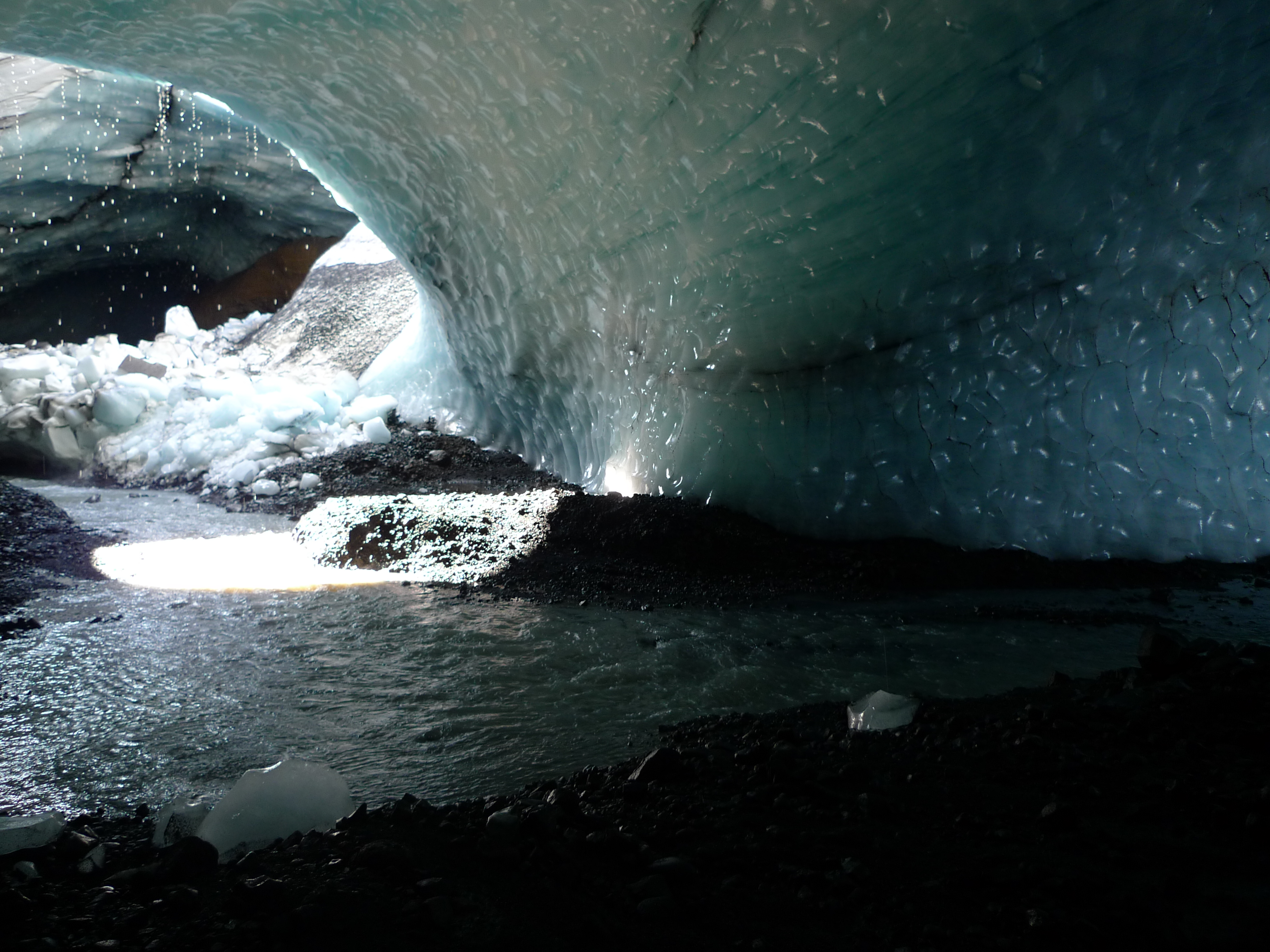
Grotte sous-glaciaire dans la calotte du Vatnajökull recouvrant les Kverkfjöll.

Le système volcanique est situé sur une zone de rift, dans la zone volcanique Nord de l'Islande, qui a une longueur de 130 km environ. Le volcan est proche de l'extrémité sud du faisceau de failles. Il possède deux caldeiras, de 30 km2 et 38 km2.
Comme il y a un réservoir de magma très grand[réf. souhaitée], des grottes sont creusées dans la glace par des rivières d'eau tiède.

## Histoire
Les roches les plus anciennes ont moins de 780 000 ans. L'université d'Islande a déterminé 18 éruptions durant l'Holocène, la dernière éruption explosive s'étant produite vers l'an 700. Des coulées de lave ont été relevées sur les pentes du massif mais l'université indique que leur date n'est pas connue. Le Global Volcanism Program indique des éruptions plus récentes. La région a notamment connu des inondations catastrophiques par des torrents glaciaires (jökulhlaup) depuis la colonisation, mais il est désormais admis qu'elles ont été causées en fait par le Bárðarbunga.